# TV77
TV77 était une chaîne de télévision locale française émettant sur la région de Meaux en Seine-et-Marne entre 2009 et 2012.

## Histoire de la chaîne
À la suite d'une compétition entre les dossiers de TV77 et Canal Coquelicot pour l'obtention par le CSA d'une fréquence dans le département de Seine-et-Marne, la chaîne l'a remporté et a été autorisée à émettre le 15 juin 2009 depuis l'émetteur de Meaux par le CSA dans la Seine-et-Marne. La chaîne souhaite obtenir de la part du CSA des autorisations d'émission à partir des autres antennes du département pour couvrir la totalité de ce dernier. 
Elle fera par la suite, l'objet d'un redressement judiciaire, le 16 mars 2012 où le Tribunal de commerce de Melun a prononcé la conversion de la procédure de redressement judiciaire de TV77 en procédure de liquidation judiciaire à la suite dépôt par la société d’une déclaration de cessation de paiements le 14 décembre 2011. Cette démarche a été imposée par l’absence de repreneurs potentiels.

## Organisation

### Programmes
La ligne éditoriale de TV77 s’organise autour de formats traditionnels de la télévision locale, mêlant reportages et magazines de sociétés avec invités et débats autour des thématiques de la vie locale et régionale. En complément de cette production d’information et de services de proximité TV77 présente une gamme de programmes familiaux et fédérateurs d’audience avec de la fiction, de l’animation, du sport ou encore de la vie pratique.
- Le 7A7 : une grande plénière de début de soirée où informations, services et divertissement se rejoignent. Cette émission prend quotidiennement une couleur thématique afin de rythmer la semaine avec des rendez-vous réguliers à l’antenne, mais l’approche éditoriale demeure transversale pour éviter une trop grande segmentation

- Bonjour le 77 : La matinale de la chaîne

- La découverte : Les magazines de la semaine ou du mois, diffusées pendant 12 à 26 minutes, composés de reportages et d’interviews réalisés en situation d’extérieur ou de plateau.
- Bonjour le 77 : de 7:00 à 7:26, Émission de découverte des communes de Seine-et-Marne présentée par Marine Brulant.
- 7’ tout image : de 12.45 à 12.52, Journal tout image composé de trois reportages.
- Les dossiers de TV77 : Un documentaire de 52 minutes sur un thème sociétal – patrimonial – historique – culturel ou sportif.

L’antenne de la chaîne est ouverte sept jours sur sept (du lundi au dimanche) et 24 heures sur 24.

### Diffusion
La chaîne émettait sur le canal 20 de la TNT dans la Seine-et-Marne.